# Alberto Pigaiani
Alberto Pigaiani, född 15 juli 1928 i Milano, död 15 juni 2003 i Milano, var en italiensk tyngdlyftare.
Pigaiani blev olympisk bronsmedaljör i +90-kilosklassen i tyngdlyftning vid sommarspelen 1956 i Melbourne.